# Фрай (соус)
Соус фрай (англ. fry sauce) — холодный соус к картофелю фри или тостонесам. Представляет собой смесь из одной части томатного кетчупа и двух частей майонеза.
Соус из смеси кетчупа и майонеза широко распространен в мире под разными названиями: русский соус, коктейльный соус, майочуп, кетчунез, бургер-соус, красно-белый соус и другие.

## В США

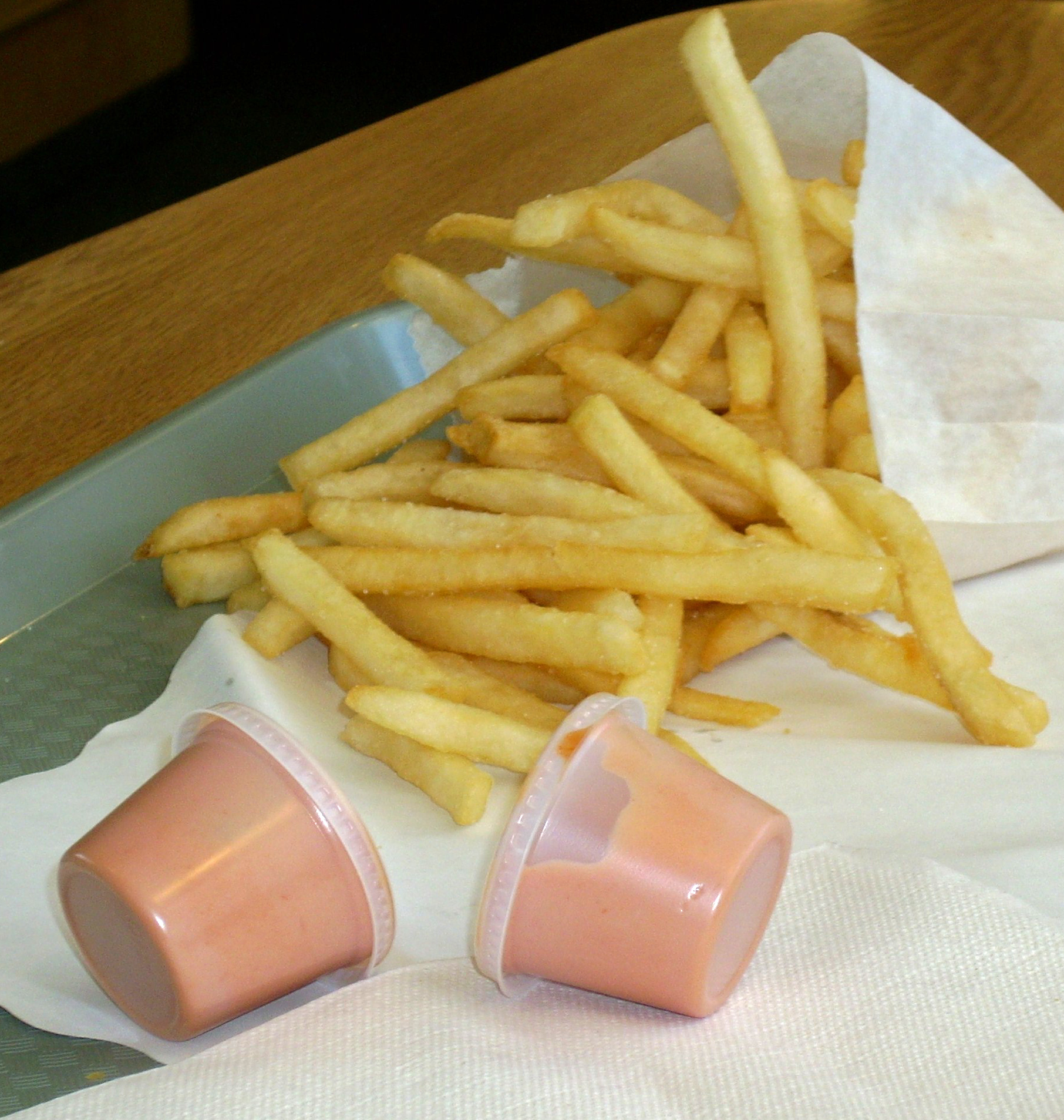
Соус фрай в герметичных пластиковых стаканчиках с картофелем фри на подносе в Юте

Соус, состоящий из смеси равных частей кетчупа и майонеза, упоминается в поваренной книге, изданной в Новом Орлеане в 1900 году, но обрёл популярность в США благодаря шеф-повару Дону Карлосу Эдвардсу, который подавал его в своем первом ресторане «Барбекю Дона Карлоса» в Солт-Лейк-Сити. В 1950-х годах он открыл в Юте сеть ресторанов «Полярный круг». Сеть до сих пор подает соус фрай в своих ресторанах на западе США.
В Пуэрто-Рико майокетчуп (mayoketchup) широко используется с тостонес, бутербродами, гамбургерами и жареными блюдами. Готовится из двух частей кетчупа и одной части майонеза с добавлением чеснока.
В апреле 2018 года Heinz объявил о выпуске «Майочупа» (англ. Mayochup), смеси двух соусов, потому что более 500 тыс. пользователей проголосовали «за» в опросе в Твиттере, интересовавшемся у американцев, хотят ли они видеть его в магазинах. Ряд пользователей Твиттера ответили, что такая смесь уже существует, как «соус фрай» и «изысканный соус» (англ. fancy sauce). Соус поступил в продажу в США в сентябре 2018 года.
Несколько сетей быстрого питания имеют индивидуальные варианты соуса фрай с использованием майонеза и кетчупа, в том числе Zaxby 's, Raising Cane’s, и Freddy’s.
Соус также тесно связан с соусом Yum Yum, который популярен в японских стейк-хаусах в Америке.

## За пределами США
В Аргентине, Уругвае, Парагвае, Перу, Эквадоре и Чили похожая приправа, известная как соус гольф, является популярной заправкой для картофеля фри, гамбургеров, сэндвичей со стейками и салатов из морепродуктов. Согласно традиции, соус был изобретен Луисом Федерико Лелуаром, лауреатом Нобелевской премии и покровителем ресторана, в гольф-клубе в Мар-дель-Плата , Аргентина, в середине 1920-х годов. В Испании и Колумбии он известен как «розовый соус», вариант коктейльного соуса или соус Мари Роз.
Во Франции во многих турецких ресторанах и заведениях быстрого питания подают соус фрай и называют его sauce cocktail; клиенты также часто просят ketchup-mayo (капля майонеза и капля кетчупа) вместе с картофелем фри в таких местах. И sauce cocktail, и похожий на него соус тысяча островов, часто можно найти в супермаркетах.
В Германии популярный продукт под названием Rot Weiß (красно-белый) продается в тюбиках, похожих на зубную пасту; он состоит из несмешанного кетчупа и майонеза, которые при выдавливании образуют двухцветную красно-белую полоску. Картофель фри в ресторанах иногда подают с равной смесью кетчупа и майонеза. Этот стиль подачи часто называют «Pommes Rot-Weiß» или, в просторечии, «Pommes Schranke» (шлагбаум, ворота) из-за их красно-белой окраски. Pommes-Soße или Frittensoße (соус для жарки) — слегка приправленный майонез, похожий на голландский Fritessaus. Приправа, похожая на американский соус для фри, известна как Cocktailsoße, но чаще используется для дёнер-кебаб, чем для картофеля фри.
В Исландии популярна приправа, похожая на соус фрай, под названием Kokteilsósa.
На Филиппинах аналогичный соус готовят из комбинации майонеза и бананового кетчупа. Он обычно используется в качестве соуса для макания к жареным блюдам, таким как картофель фри и сырные палочки (жаренный во фритюре сыр, завернутый в обертку из люмпии), а также к закускам, таким как люмпия (lumpia — вариант спринг-роллов).
В Лондоне соус фрай известен как Burger Sauce и подаётся одним из двух способов: предварительно смешанным или по отдельности, наподобие турецкого ketchup-mayo, чтобы смешивать соус индивидуально окунанием.
В России смесь кетчупа и майонеза в быту называют «кетчуне́з». В 2019 году Heinz выпустили в продажу соус с таким названием.